# Orthaltica capensis
Orthaltica capensis is een keversoort uit de familie bladkevers (Chrysomelidae). De wetenschappelijke naam van de soort werd in 1993 gepubliceerd door Fred Gordon Andrews & Gilbert.